# Marek Dobrowolski (prawnik)
Marek Zbigniew Dobrowolski (ur. 1 stycznia 1969 w Garwolinie) – polski prawnik, doktor habilitowany nauk prawnych, adiunkt Katolickiego Uniwersytetu Lubelskiego Jana Pawła II, specjalista w zakresie prawa konstytucyjnego. W 2018 w czasie kryzysu wokół Sądu Najwyższego prezydent Andrzej Duda powołał go do pełnienia urzędu sędziego Sądu Najwyższego w Izbie Kontroli Nadzwyczajnej i Spraw Publicznych, lecz legalność tej nominacji jest przedmiotem kontrowersji w środowisku sędziowskim i wśród przedstawicieli nauki prawa.

## Życiorys
W 1988 ukończył Technikum Mechaniczne w Garwolinie. W 1995 ukończył studia prawnicze na Wydziale Prawa, Prawa Kanonicznego i Administracji Katolickiego Uniwersytetu Lubelskiego Jana Pawła II broniąc pracy magisterskiej pt. Przywrócenie Senatu w 1989 r., obecne unormowania i perspektywy II izby w przyszłej Konstytucji RP przygotowanej pod kierunkiem Dariusza Dudka. Na tym samym wydziale na podstawie rozprawy doktorskiej pt. Zasada dwuizbowości parlamentu w polskim prawie konstytucyjnym napisanej pod kierunkiem Mirosława Granata otrzymał w 2002 stopień naukowy doktora nauk prawnych. Na macierzystym wydziale w 2015 na podstawie dorobku naukowego oraz rozprawy pt. Zasada suwerenności narodu w warunkach integracji Polski z Unią Europejską uzyskał stopień doktora habilitowanego nauk prawnych w zakresie prawa.
Został adiunktem w Instytucie Prawa Wydziału Prawa, Prawa Kanonicznego i Administracji KUL. Był także zatrudniony w Wyższej Szkole Biznesu w Dąbrowie Górniczej na Wydziale Zarządzania, Informatyki i Nauk Społecznych.
W 1994 był współzałożycielem Stowarzyszenia dla Garwolina. W latach 2000–2006 pracował w Instytucie Pamięci Narodowej, zaś w latach 2006–2008 był ekspertem ds. legislacji w Kancelarii Sejmu RP.
Wszedł w skład Rady Legislacyjnej przy Prezesie Rady Ministrów.
W 2018 w trakcie kryzysu wokół Sądu Najwyższego w Polsce zgłosił swoją kandydaturę na sędziego Sądu Najwyższego. 10 października 2018 prezydent Andrzej Duda powołał go do pełnienia urzędu sędziego Sądu Najwyższego w Izbie Kontroli Nadzwyczajnej i Spraw Publicznych, gdzie rozpoczął orzekanie. 